# Fanny von Ickstatt

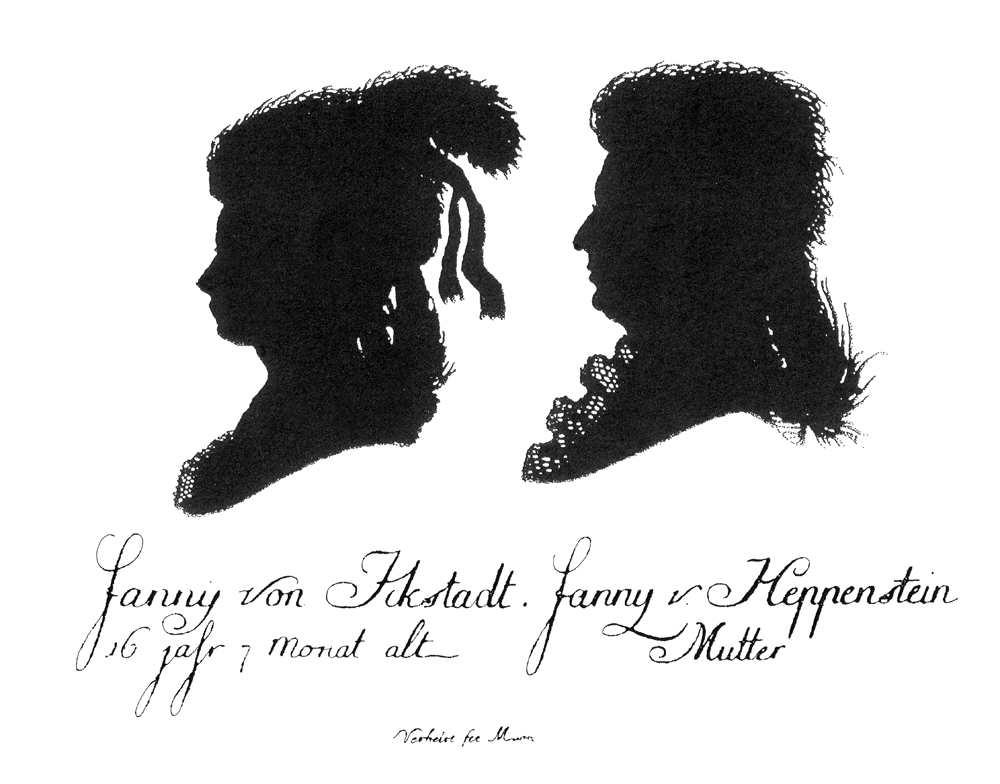
Egid Verhelst: Schattenriss von Fanny von Ickstatt und ihrer Mutter Maria Franzisca von Heppenstein

Maria Franzisca Magdalena Freiin von Ickstatt, genannt Fanny (* 11. Mai 1767 in Ingolstadt; † 14. Januar 1785 in München), erlangte durch einen Sprung in den Tod von der Münchner Frauenkirche traurige Bekanntheit und wird als weibliche Version von Goethes Werther gehandelt.

## Jugendjahre

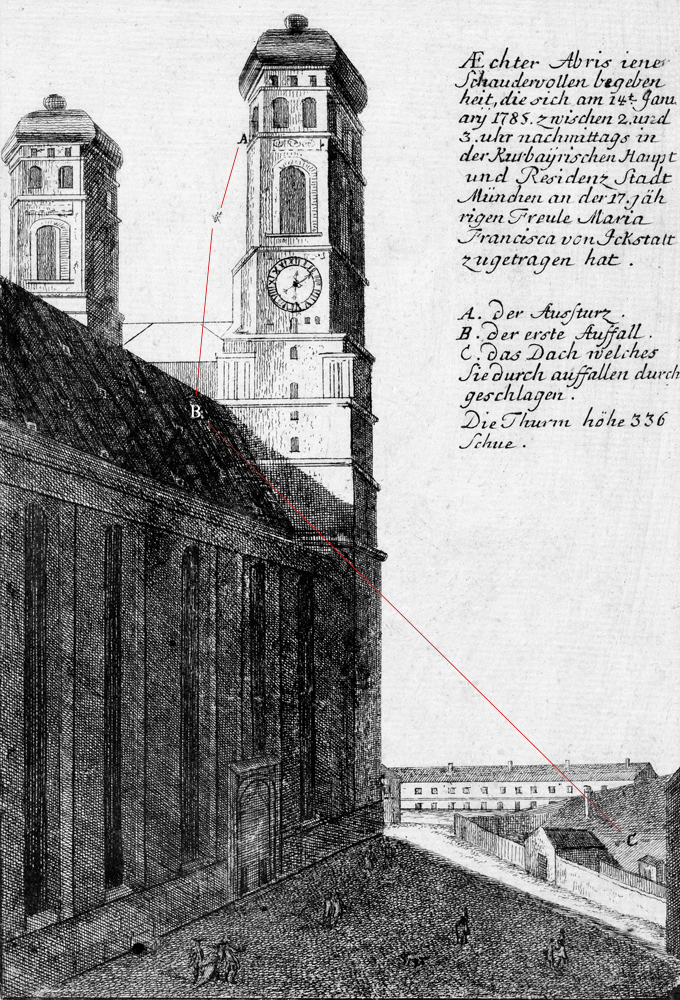
Rekonstruktion des Sturzes auf einem zeitgenössischen Flugblatt

Maria Franzisca wurde als erstes Kind von Peter von Ickstatt, Professor beider Rechte an der Universität Ingolstadt, und Maria Franzisca von Weinbach in Ingolstadt (nach älteren Stimmen aber in Hirschberg bei Beilngries) geboren. Nach dem frühen Tod des Vaters am 15. Mai 1771 zog sie mit Mutter und Schwester nach München, wo die Mutter eine zweite Ehe einging. Fanny erhielt durch ihre Mutter eine vorzügliche Erziehung und ließ schon als kleines Mädchen hervorragende Begabungen erkennen. Sie schrieb Gedichte, sang und spielte und komponierte am Klavier. Besondere Neigung hegte das Mädchen für dramatische Stoffe. Bereits mit neun Jahren soll sie einen Plan für ein Trauerspiel verfasst haben, der nach ihrem Tod publiziert wurde.
Fanny fiel in der Gesellschaft durch den Reichtum ihres Wesens und die Spannweite und Tiefe ihres Gemütes auf. In ein und derselben Minute konnte sie lachen und weinen, berichteten die Zeitgenossen. Öfter erwähnte sie, dass sie eines ungewöhnlichen Todes sterben werde. Ebenso wie ihre Mutter war sie schön und unkonventionell. Beide Frauen erschienen in der feinen Münchner Gesellschaft wie ein Doppelgestirn. Durch den Freund des Hauses Christian Friedrich Daniel Schubart wurde Fanny von Ickstatt mit den Werken Friedrich Gottlieb Klopstocks bekannt, für die sie schwärmte. Mit gerade einmal 17 Jahren erwartete ihr Umfeld Großes von ihr.

## Erste Liebe und Konflikt mit der Mutter
Während eines Aufenthalts in Ingolstadt lernte Fanny auf einem Ball den jungen Offizier Franz von Vincenti kennen. Beide verliebten sich heftig ineinander, sodass sich Franz ins Leibregiment nach München versetzen ließ. Mutter Maria Franzisca von Heppenstein jedoch hatte mit Fanny Höheres im Sinn und stellte sich gegen eine eheliche Verbindung des Paares. Franz war zwar ein attraktiver junger Mann aus guter Familie, aber ohne großes Vermögen. Dennoch frequentierte der Freier das Haus der Familie, was zu Klatsch und Gerüchten führte: Die Mutter sollte auf den Liebhaber der Tochter ein Auge geworfen haben. Dies ging so über Monate. Als die Gerüchte überhandnahmen, erklärte Franzisca schließlich, dass eine Heirat ausgeschlossen sei. Im Haus kam es zu tumultartigen Szenen, über die man wiederum in der Stadt tuschelte.

## Suizid
Aufgrund der vorangegangenen Ereignisse plante Fannys Mutter, ihre Tochter vorerst aus München zu entfernen. Am 14. Januar 1785 bestieg Fanny mit ihrer Zofe gegen 14 Uhr, wie am Vortag mit dem Türmer vereinbart, den Nordturm der Frauenkirche, ließ vom Türmer ein Gitter zwecks besserer Aussicht öffnen und stürzte sich hinunter. Wochenlang erschütterte dieses Geschehnis die Stadt, dennoch berichtete keine einzige Zeitung darüber. Der Türmer und das Stubenmädchen bestätigten den Suizid: Fanny sei mit einem Lebewohl aus der Türmerstube gesprungen. Trotzdem beschieden der Bischof sowie die polizeilichen und kurfürstlichen Ermittlungen auf einen tragischen Unfall. Die öffentliche Meinung verblieb jedoch dabei, dass sich Fanny wegen Verrats und häuslichen Drucks das Leben genommen hatte. Die Versuche der Familie, solche Stimmen zum Schweigen zu bringen und die Unfallversion durchzusetzen, scheiterten. Zwei Jahre vergingen über vergeblichen Rechtfertigungsversuchen und Verleumdungsklagen, bis der Fall schließlich der Vergessenheit anheimfiel.

## Werke
Einige hinterlassene Werke der jungen Frau wurden nach ihrem Tod 1785/1786 in dem von Anton von Klein herausgegebenen Pfalzbaierischen Museum gedruckt, zusammen mit Briefen ihrer Mutter, im Rahmen einer Verteidigungsschrift des Herausgebers gegen die allgemein vertretene Auffassung, Fanny von Klein habe Selbstmord begangen und ihre Mutter sei schuld daran. Dazu zählten unter anderem der Entwurf eines Dramas („Vaterländischen Trauerspiels“) mit dem Titel Ludwig der Strenge und eine Erzählung Der letzte Graf von Dachau.

## Literarische Verarbeitung
Noch im Jahr 1785 erschien ein Briefroman Die Leiden der jungen Fanni. Eine Geschichte unserer Zeiten in Briefen von F. G. Freiherr von Nesselrode zu Hugenboett, einem kurpfalzbayerischen Kammerherrn in München, der schon seit 1773 Dramen und andere belletristische Erzeugnisse hervorbrachte. Der Roman bezog sich literarisch offensichtlich auf Goethes Die Leiden des jungen Werthers und, was die Namen und Umstände anging, ebenso offensichtlich auf Fanny von Ickstatt. So hießen etwa Heldin und Held Fanni und Franz, sie verabredeten sich in der Frauenkirche, und die Heldin stürzte sich am Ende vom Kirchturm. Auf diesen Roman gab es scharfe Reaktionen von Seiten der Familie, die in öffentlichen Erklärungen und mehreren Verleumdungsklagen gipfelten, aber auch eine Reihe von Schriftstellern und Redakteuren wandten sich heftig gegen ihn. In den Briefen von Nesselrodes literarischen Figuren hieß es nämlich unter anderem, die Mutter habe „Fanni“ mit einem „bejahrten kalten Manne“, einem „alten Landbeamten“, verheiraten wollen, ja sie habe ihr gedroht, sie im Kloster einsperren zu lassen, wenn sie ihren Ungehorsam nicht widerrufe. Versetzt war das Ganze mit einer moralischen Botschaft, die der Autor nicht allein in den Briefen des „Franz“, sondern auch außerhalb des eigentlichen Romans in seiner Vorrede und in seinen Schlussworten, zudem auch in einer Fußnote explizit aussprach: Es habe sich bei dem Selbstmord um „die Folgen einer Seelenschwäche“ und einer „Krankheit des Gemüthes“ gehandelt, wie sie durch „überspannte Leidenschaften“ bei empfindsamen Mädchen hervorgerufen werden. Daneben wird auch die Lektüre des Mädchens, nicht zuletzt der Werther, direkt für ihren Zustand verantwortlich gemacht.

## Goethe
Goethe kannte den Fall Ickstatt. Als er am 6. September 1786 (also im folgenden Jahr) zu Beginn der Italienischen Reise in München übernachtete, bestieg er einen der Türme und schrieb danach an Charlotte von Stein: „Ich stieg auf den Turm von dem sich die Fräulein herabstürzte.“